# Championnat d'Allemagne de football de troisième division 1975-1976
Navigation
Oberliga
1974-1975 Oberliga
1976-1977
L'Oberliga 1975-1976 est la 2e édition de l'Oberliga en qualité de troisième division allemande de football. Lors de la saison 1974-1975, seules les Oberligen Nord et Berlin sont établies. Dans les autres régions, l'ancien format des ligues amateures prévaut, avec les Verbandsligen à l'Ouest, les Amateurligen Rheinland et Saarland ainsi que l'1. Amateurliga Südwest dans le Sud-Ouest, et les 1. Amateurligen ainsi que la Hessenliga au Sud. Les Oberligen Rhénanie-du-Nord (Oberliga Nordrhein), Westphalie (Oberliga Westfalen), Sud-Ouest (Oberliga Südwest), Bade-Wurtemberg (Oberliga Baden-Württemberg), Bavière (Bayernliga) et Hesse (Oberliga Hessen) ne seront établies qu'à l'aube de la saison 1978-1979, portant le nombre d'Oberligen à 8.
Le championnat se compose de trente-six équipes réparties en deux groupes géographiques.
Les deux premiers d'Oberliga Nord et le premier d'Oberliga Berlin sont qualifiés pour les barrages de promotion en 2. Bundesliga, où ils affrontent les champions des ligues amateures des autres régions, afin d'obtenir l'une des six places de promotion encore disponibles (les champions des 1. Amateurligen Bayern et Hessen sont quant à eux directement promus). Quatre équipes d'Oberliga Nord (soit les meilleures équipes de chaque Land : Basse-Saxe, Brême, Hambourg, Schleswig-Holstein hors le champion et le vice-champion), ainsi que le vice-champion berlinois prennent part au Championnat d'Allemagne de football amateur 1976.
Aucun club n'est relégué d'Oberliga Nord au terme de la saison et les cinq dernières places d'Oberliga Berlin sont synonymes de relégation dans les ligues amateures. L'Oberliga Berlin passera à 16 équipes lors de la saison suivante.

## Nouveaux clubs
| Oberliga Nord - Relégués de 2. Bundesliga Nord - TSR Olympia Wilhelmshaven (17e) - VfL Wolfsburg (19e) - HSV Barmbek-Uhlenhorst (20e) - Promus de Landesliga Niedersachsen - Eintracht Braunschweig Amateure - Eintracht Nordhorn |  | Oberliga Berlin - Promus d'Amateurliga Berlin - BFC Preussen - Hertha BSC Amateure - Preußen Wilmersdorf - Traber FC Mariendorf |

## Compétition

### Légende
Promotion
- Barrages de promotion en 2. Bundesliga Nord 1976-1977

Championnat amateur
- Championnat d'Allemagne de football amateur 1976

Relégation
- Relégation dans les ligues amateures

Abréviations
- R : Relégué de 2. Bundesliga Nord 1974-1975
- T : Tenant du titre de son Oberliga respective
- A : Champion d'Allemagne amateur 1975
- P : Promu depuis les ligues amateures

### Oberliga Nord
| Rang | Équipe                            | Pts | J  | G  | N  | P  | Bp | Bc  | Diff |
| ---- | --------------------------------- | --- | -- | -- | -- | -- | -- | --- | ---- |
| 1    | SV Arminia Hannover               | 50  | 34 | 21 | 8  | 5  | 81 | 42  | +39  |
| 2    | VfL Wolfsburg R                   | 46  | 34 | 18 | 10 | 6  | 72 | 36  | +36  |
| 3    | VfB Oldenburg T                   | 46  | 34 | 19 | 8  | 7  | 65 | 50  | +15  |
| 4    | TSR Olympia Wilhelmshaven R       | 39  | 34 | 15 | 9  | 10 | 54 | 54  | 0    |
| 5    | SV Union Salzgitter               | 38  | 34 | 14 | 10 | 10 | 59 | 43  | +16  |
| 6    | SV Meppen                         | 37  | 34 | 14 | 9  | 11 | 56 | 49  | +7   |
| 7    | SC Concordia Hamburg              | 35  | 34 | 13 | 9  | 12 | 47 | 44  | +3   |
| 8    | Blumenthaler SV                   | 33  | 34 | 12 | 9  | 13 | 60 | 59  | +1   |
| 9    | Eintracht Nordhorn P              | 33  | 34 | 12 | 9  | 13 | 43 | 48  | -5   |
| 10   | Bremerhaven 93                    | 32  | 34 | 12 | 8  | 14 | 67 | 50  | +17  |
| 11   | Eintracht Braunschweig Amateure P | 32  | 34 | 13 | 6  | 15 | 49 | 49  | 0    |
| 12   | SpVgg Preußen Hameln              | 32  | 34 | 10 | 12 | 12 | 65 | 71  | -6   |
| 13   | Holstein Kiel                     | 31  | 34 | 11 | 9  | 14 | 45 | 52  | -7   |
| 14   | OSV Hannover                      | 30  | 34 | 10 | 10 | 14 | 67 | 69  | -2   |
| 15   | HSV Barmbek-Uhlenhorst R          | 30  | 34 | 12 | 6  | 16 | 65 | 74  | -9   |
| 16   | SC Victoria Hamburg               | 29  | 34 | 8  | 13 | 13 | 51 | 53  | -2   |
| 17   | Itzehoer SV                       | 28  | 34 | 10 | 8  | 16 | 69 | 81  | -12  |
| 18   | SpVgg Bad Pyrmont                 | 11  | 34 | 4  | 3  | 27 | 29 | 120 | -91  |

### Oberliga Berlin
| Rang | Équipe                          | Pts | J  | G  | N  | P  | Bp | Bc  | Diff |
| ---- | ------------------------------- | --- | -- | -- | -- | -- | -- | --- | ---- |
| 1    | SC Union 06 Berlin              | 51  | 34 | 22 | 7  | 5  | 98 | 30  | +68  |
| 2    | Hertha BSC Amateure P           | 48  | 34 | 19 | 10 | 5  | 57 | 28  | +29  |
| 3    | SC Westend 1901                 | 42  | 34 | 18 | 6  | 10 | 66 | 38  | +28  |
| 4    | Blau-Weiß 90 Berlin             | 40  | 34 | 14 | 12 | 8  | 62 | 45  | +17  |
| 5    | Tennis Borussia Berlin Amateure | 39  | 34 | 12 | 15 | 7  | 61 | 52  | +9   |
| 6    | Rapide Wedding                  | 35  | 34 | 14 | 7  | 13 | 77 | 66  | +11  |
| 7    | BFC Preussen P                  | 35  | 34 | 13 | 9  | 12 | 57 | 47  | +10  |
| 8    | Reinickendorfer Füchse          | 35  | 34 | 13 | 9  | 12 | 63 | 57  | +6   |
| 9    | Polizei SV Berlin               | 35  | 34 | 13 | 9  | 12 | 49 | 43  | +6   |
| 10   | Hertha Zehlendorf               | 34  | 34 | 13 | 8  | 13 | 60 | 51  | +9   |
| 11   | Berliner SV 1892                | 33  | 34 | 11 | 11 | 12 | 48 | 48  | 0    |
| 12   | SC Siemensstadt                 | 33  | 34 | 12 | 9  | 13 | 52 | 60  | -8   |
| 13   | VfB Neukölln                    | 32  | 34 | 11 | 10 | 13 | 50 | 57  | -7   |
| 14   | SC Staaken                      | 31  | 34 | 11 | 9  | 14 | 43 | 53  | -10  |
| 15   | BBC Südost                      | 27  | 34 | 10 | 7  | 17 | 48 | 70  | -22  |
| 16   | Preußen Wilmersdorf P           | 26  | 34 | 11 | 4  | 19 | 50 | 61  | -11  |
| 17   | Traber FC Mariendorf P          | 26  | 34 | 10 | 6  | 18 | 48 | 67  | -19  |
| 18   | 1. FC Neukölln                  | 10  | 34 | 2  | 6  | 26 | 28 | 144 | -116 |

### Barrages de promotion
- Promotion dans le groupe de 2. Bundesliga 1976-1977 correspondant
- Match d'appui pour la promotion en 2. Bundesliga Süd 1976-1977

#### 2. Bundesliga Nord

##### Groupe Nord A
Équipes participantes
| Équipes       | Championnats             |
| ------------- | ------------------------ |
| VfL Wolfsburg | Oberliga Nord (2e)       |
| 1. FC Bocholt | Verbandsliga Niederrhein |
| Bonner SC     | Verbandsliga Mittelrhein |

Compétition
| Rang | Équipe        | Pts | J | G | N | P | Bp | Bc | Diff |  | Résultats (▼ dom., ► ext.) | Wolf | BoSC | Boch |
| ---- | ------------- | --- | - | - | - | - | -- | -- | ---- |  | -------------------------- | ---- | ---- | ---- |
| 1    | VfL Wolfsburg | 4   | 4 | 2 | 0 | 2 | 7  | 6  | +1   |  | VfL Wolfsburg              |      | 2-0  | 3-1  |
| 2    | Bonner SC     | 4   | 4 | 1 | 2 | 1 | 5  | 5  | 0    |  | Bonner SC                  | 3-1  |      | 1-1  |
| 3    | 1. FC Bocholt | 4   | 4 | 1 | 2 | 1 | 5  | 6  | -1   |  | 1. FC Bocholt              | 2-1  | 1-1  |      |

##### Groupe Nord B
Équipes participantes
| Équipes             | Championnats                      |
| ------------------- | --------------------------------- |
| SV Arminia Hannover | Oberliga Nord (1er)               |
| SC Union 06 Berlin  | Oberliga Berlin                   |
| SC Herford          | Verbandsliga Westfalen (Groupe 1) |

Compétition
| Rang | Équipe              | Pts | J | G | N | P | Bp | Bc | Diff |  | Résultats (▼ dom., ► ext.) | ArHa | Herf | U06B |
| ---- | ------------------- | --- | - | - | - | - | -- | -- | ---- |  | -------------------------- | ---- | ---- | ---- |
| 1    | SV Arminia Hannover | 5   | 4 | 2 | 1 | 1 | 10 | 4  | +6   |  | SV Arminia Hannover        |      | 1-0  | 6-0  |
| 2    | SC Herford          | 5   | 4 | 2 | 1 | 1 | 8  | 3  | +5   |  | SC Herford                 | 2-2  |      | 1-0  |
| 3    | SC Union 06 Berlin  | 2   | 4 | 1 | 0 | 3 | 2  | 13 | -11  |  | SC Union 06 Berlin         | 2-1  | 0-5  |      |

#### 2. Bundesliga Süd

##### Groupe Südwest
Équipes participantes
| Équipes              | Championnats           |
| -------------------- | ---------------------- |
| Eintracht Trier      | Amateurliga Rheinland  |
| Borussia Neunkirchen | Amateurliga Saarland   |
| Wormatia Worms       | 1. Amateurliga Südwest |

Compétition
| Rang | Équipe               | Pts | J | G | N | P | Bp | Bc | Diff |  | Résultats (▼ dom., ► ext.) | EiTr | WoWo | BoNe |
| ---- | -------------------- | --- | - | - | - | - | -- | -- | ---- |  | -------------------------- | ---- | ---- | ---- |
| 1    | Eintracht Trier      | 6   | 4 | 2 | 2 | 0 | 13 | 9  | +4   |  | Eintracht Trier            |      | 5-4  | 3-0  |
| 2    | Wormatia Worms       | 3   | 4 | 0 | 3 | 1 | 8  | 9  | -1   |  | Wormatia Worms             | 1-1  |      | 2-2  |
| 3    | Borussia Neunkirchen | 3   | 4 | 0 | 3 | 1 | 7  | 10 | -3   |  | Borussia Neunkirchen       | 4-4  | 1-1  |      |

##### Groupe Baden-Württemberg
Équipes participantes
| Équipes              | Championnats                        |
| -------------------- | ----------------------------------- |
| VfR Mannheim         | 1. Amateurliga Nordbaden            |
| SpVgg 07 Ludwigsburg | 1. Amateurliga Nordwürttemberg      |
| BSV 07 Schwenningen  | 1. Amateurliga Schwarzwald-Bodensee |
| FC 08 Villingen      | 1. Amateurliga Südbaden             |

Compétition
| Rang | Équipe               | Pts | J | G | N | P | Bp | Bc | Diff |  | Résultats (▼ dom., ► ext.) | Ludw | Schw | Mann | Vill |
| ---- | -------------------- | --- | - | - | - | - | -- | -- | ---- |  | -------------------------- | ---- | ---- | ---- | ---- |
| 1    | SpVgg 07 Ludwigsburg | 8   | 6 | 3 | 2 | 1 | 11 | 7  | +4   |  | SpVgg 07 Ludwigsburg       |      | 0-0  | 3-1  | 3-1  |
| 1    | BSV 07 Schwenningen  | 8   | 6 | 2 | 4 | 0 | 9  | 7  | +2   |  | BSV 07 Schwenningen        | 2-2  |      | 3-2  | 1-0  |
| 3    | VfR Mannheim         | 6   | 6 | 2 | 2 | 2 | 11 | 8  | +3   |  | VfR Mannheim               | 3-1  | 1-1  |      | 4-0  |
| 4    | FC 08 Villingen      | 2   | 6 | 0 | 2 | 4 | 3  | 12 | -9   |  | FC 08 Villingen            | 0-2  | 2-2  | 0-0  |      |

###### Match d'appui pour la promotion en2. Bundesliga Süd 1976-1977
| Lieu       | Équipe 1            | Résultat | Équipe 2             |
| ---------- | ------------------- | -------- | -------------------- |
| Reutlingen | BSV 07 Schwenningen | 4 - 0    | SpVgg 07 Ludwigsburg |

##### Promus directement
Deux champions d'1. Amateurliga sont directement promus :
| Équipes        | Championnats          |
| -------------- | --------------------- |
| FV Würzburg 04 | 1. Amateurliga Bayern |
| KSV Baunatal   | Hessenliga            |

### Relégués de2. Bundesliga 1975-1976

#### Nord
- 1. FC Mülheim (17e) (Verbandsliga Niederrhein)
- SpVgg Erkenschwick (18e) (Verbandsliga Westfalen)
- DJK Gütersloh (19e) (Verbandsliga Westfalen)
- Spandauer SV (20e) (Oberliga Berlin)

#### Sud
Les clubs suivants furent relégués:
- 1. FSV Mainz 05 (12e) (1. Amateurliga Südwest, rétrogradé)
- 1. FC Schweinfurt 05 (18e) (1. Amateurliga Bayern)
- Eintracht Bad Kreuznach (19e) (1. Amateurliga Südwest)
- SSV Reutlingen 05 (20e) (1. Amateurliga Schwarzwald-Bodensee)

### Championnat d'Allemagne de football amateur 1976
Équipes participantes
| Équipes                     | Championnats                             |
| VfB Oldenburg               | Oberliga Nord (3e) (Basse-Saxe)          |
| Blumenthaler SV             | Oberliga Nord (8e) (Brême)               |
| SC Concordia Hamburg        | Oberliga Nord (7e) (Hambourg)            |
| Holstein Kiel               | Oberliga Nord (13e) (Schleswig-Holstein) |
| Hertha BSC Amateure         | Oberliga Berlin                          |
| TuS 08 Langerwehe           | Verbandsliga Mittelrhein                 |
| Schwarz-Weiß Essen Amateure | Verbandsliga Niederrhein                 |
| SV Holzwickede              | Verbandsliga Westfalen (Groupe 2)        |
| TuS Neuendorf               | Amateurliga Rheinland                    |
| VfB Theley                  | Amateurliga Saarland                     |
| ASV Gummi-Mayer Landau      | 1. Amateurliga Südwest                   |
| SV Sandhausen               | 1. Amateurliga Nordbaden                 |
| FV Biberach                 | 1. Amateurliga Schwarzwald-Bodensee      |
| Freiburger FC               | 1. Amateurliga Südbaden                  |
| FC Wacker München           | 1. Amateurliga Bayern                    |
| VfR OLI Bürstadt A          | Hessenliga                               |

Compétition
|  | Tour préliminaire 29 mai et 5 juin 1976 | Tour préliminaire 29 mai et 5 juin 1976 | Tour préliminaire 29 mai et 5 juin 1976 | Tour préliminaire 29 mai et 5 juin 1976 |                        |                        | Quarts de finale 12 et 17 juin 1976 | Quarts de finale 12 et 17 juin 1976 | Quarts de finale 12 et 17 juin 1976 | Quarts de finale 12 et 17 juin 1976 |                          |                          | Demi-finales 25 juin 1976 | Demi-finales 25 juin 1976 | Demi-finales 25 juin 1976 | Demi-finales 25 juin 1976 |  |  | Finale                                         | Finale                                         | Finale                                         | Finale                                         |
|  |                                         |                                         |                                         |                                         |                        |                        |                                     |                                     |                                     |                                     |                          |                          |                           |                           |                           |                           |  |  |                                                |                                                |                                                |                                                |
|  |                                         |                                         |                                         |                                         |                        |                        |                                     |                                     |                                     |                                     |                          |                          | Delmenhorst               | Delmenhorst               | Delmenhorst               | Delmenhorst               |  |  | 27 juin 1976, Stadion Donnerschwee, Oldenbourg | 27 juin 1976, Stadion Donnerschwee, Oldenbourg | 27 juin 1976, Stadion Donnerschwee, Oldenbourg | 27 juin 1976, Stadion Donnerschwee, Oldenbourg |
|  | Schwarz-Weiß Essen Am.                  | Schwarz-Weiß Essen Am.                  | 3                                       | 0                                       |                        |                        |                                     |                                     |                                     |                                     |                          |                          | Delmenhorst               | Delmenhorst               | Delmenhorst               | Delmenhorst               |  |  | 27 juin 1976, Stadion Donnerschwee, Oldenbourg | 27 juin 1976, Stadion Donnerschwee, Oldenbourg | 27 juin 1976, Stadion Donnerschwee, Oldenbourg | 27 juin 1976, Stadion Donnerschwee, Oldenbourg |
|  | Schwarz-Weiß Essen Am.                  | Schwarz-Weiß Essen Am.                  | 3                                       | 0                                       |                        |                        |                                     |                                     |                                     |                                     |                          |                          | Delmenhorst               | Delmenhorst               | Delmenhorst               | Delmenhorst               |  |  | 27 juin 1976, Stadion Donnerschwee, Oldenbourg | 27 juin 1976, Stadion Donnerschwee, Oldenbourg | 27 juin 1976, Stadion Donnerschwee, Oldenbourg | 27 juin 1976, Stadion Donnerschwee, Oldenbourg |
|  | VfR OLI Bürstadt A                      | VfR OLI Bürstadt A                      | 2                                       | 4                                       |                        |                        |                                     |                                     |                                     |                                     |                          |                          | Delmenhorst               | Delmenhorst               | Delmenhorst               | Delmenhorst               |  |  | 27 juin 1976, Stadion Donnerschwee, Oldenbourg | 27 juin 1976, Stadion Donnerschwee, Oldenbourg | 27 juin 1976, Stadion Donnerschwee, Oldenbourg | 27 juin 1976, Stadion Donnerschwee, Oldenbourg |
|  | VfR OLI Bürstadt A                      | VfR OLI Bürstadt A                      | 2                                       | 4                                       | VfR OLI Bürstadt A     | VfR OLI Bürstadt A     | 3                                   | 2                                   |                                     |                                     |                          |                          | Delmenhorst               | Delmenhorst               | Delmenhorst               | Delmenhorst               |  |  | 27 juin 1976, Stadion Donnerschwee, Oldenbourg | 27 juin 1976, Stadion Donnerschwee, Oldenbourg | 27 juin 1976, Stadion Donnerschwee, Oldenbourg | 27 juin 1976, Stadion Donnerschwee, Oldenbourg |
|  |                                         |                                         |                                         |                                         | VfR OLI Bürstadt A     | VfR OLI Bürstadt A     | 3                                   | 2                                   |                                     |                                     |                          |                          | Delmenhorst               | Delmenhorst               | Delmenhorst               | Delmenhorst               |  |  | 27 juin 1976, Stadion Donnerschwee, Oldenbourg | 27 juin 1976, Stadion Donnerschwee, Oldenbourg | 27 juin 1976, Stadion Donnerschwee, Oldenbourg | 27 juin 1976, Stadion Donnerschwee, Oldenbourg |
|  |                                         |                                         | Freiburger FC                           | Freiburger FC                           | 0                      | 0                      |                                     |                                     |                                     |                                     |                          |                          | Delmenhorst               | Delmenhorst               | Delmenhorst               | Delmenhorst               |  |  | 27 juin 1976, Stadion Donnerschwee, Oldenbourg | 27 juin 1976, Stadion Donnerschwee, Oldenbourg | 27 juin 1976, Stadion Donnerschwee, Oldenbourg | 27 juin 1976, Stadion Donnerschwee, Oldenbourg |
|  | FC Wacker München                       | FC Wacker München                       | Freiburger FC                           | Freiburger FC                           | 0                      | 0                      | 1                                   | 3                                   |                                     |                                     |                          |                          | Delmenhorst               | Delmenhorst               | Delmenhorst               | Delmenhorst               |  |  | 27 juin 1976, Stadion Donnerschwee, Oldenbourg | 27 juin 1976, Stadion Donnerschwee, Oldenbourg | 27 juin 1976, Stadion Donnerschwee, Oldenbourg | 27 juin 1976, Stadion Donnerschwee, Oldenbourg |
|  | FC Wacker München                       | FC Wacker München                       |                                         |                                         |                        |                        |                                     | 3                                   |                                     |                                     |                          |                          | Delmenhorst               | Delmenhorst               | Delmenhorst               | Delmenhorst               |  |  | 27 juin 1976, Stadion Donnerschwee, Oldenbourg | 27 juin 1976, Stadion Donnerschwee, Oldenbourg | 27 juin 1976, Stadion Donnerschwee, Oldenbourg | 27 juin 1976, Stadion Donnerschwee, Oldenbourg |
|  | Freiburger FC                           | Freiburger FC                           | 4                                       | 1                                       |                        |                        |                                     |                                     |                                     |                                     |                          |                          | Delmenhorst               | Delmenhorst               | Delmenhorst               | Delmenhorst               |  |  | 27 juin 1976, Stadion Donnerschwee, Oldenbourg | 27 juin 1976, Stadion Donnerschwee, Oldenbourg | 27 juin 1976, Stadion Donnerschwee, Oldenbourg | 27 juin 1976, Stadion Donnerschwee, Oldenbourg |
|  | Freiburger FC                           | Freiburger FC                           | 4                                       | 1                                       | VfR OLI Bürstadt A     | VfR OLI Bürstadt A     | 2                                   | 2                                   |                                     |                                     |                          |                          |                           |                           |                           |                           |  |  | 27 juin 1976, Stadion Donnerschwee, Oldenbourg | 27 juin 1976, Stadion Donnerschwee, Oldenbourg | 27 juin 1976, Stadion Donnerschwee, Oldenbourg | 27 juin 1976, Stadion Donnerschwee, Oldenbourg |
|  |                                         |                                         |                                         |                                         | VfR OLI Bürstadt A     | VfR OLI Bürstadt A     | 2                                   | 2                                   |                                     |                                     |                          |                          |                           |                           |                           |                           |  |  | 27 juin 1976, Stadion Donnerschwee, Oldenbourg | 27 juin 1976, Stadion Donnerschwee, Oldenbourg | 27 juin 1976, Stadion Donnerschwee, Oldenbourg | 27 juin 1976, Stadion Donnerschwee, Oldenbourg |
|  |                                         |                                         | SC Concordia Hamburg                    | SC Concordia Hamburg                    | 1                      | 1                      |                                     |                                     |                                     |                                     |                          |                          |                           |                           |                           |                           |  |  | 27 juin 1976, Stadion Donnerschwee, Oldenbourg | 27 juin 1976, Stadion Donnerschwee, Oldenbourg | 27 juin 1976, Stadion Donnerschwee, Oldenbourg | 27 juin 1976, Stadion Donnerschwee, Oldenbourg |
|  | ASV Gummi-Mayer Landau                  | ASV Gummi-Mayer Landau                  | SC Concordia Hamburg                    | SC Concordia Hamburg                    | 1                      | 1                      | 1                                   | 4                                   |                                     |                                     |                          |                          |                           |                           |                           |                           |  |  | 27 juin 1976, Stadion Donnerschwee, Oldenbourg | 27 juin 1976, Stadion Donnerschwee, Oldenbourg | 27 juin 1976, Stadion Donnerschwee, Oldenbourg | 27 juin 1976, Stadion Donnerschwee, Oldenbourg |
|  | ASV Gummi-Mayer Landau                  | ASV Gummi-Mayer Landau                  | Delmenhorst                             |                                         |                        |                        | 1                                   | 4                                   |                                     |                                     |                          |                          |                           |                           |                           |                           |  |  | 27 juin 1976, Stadion Donnerschwee, Oldenbourg | 27 juin 1976, Stadion Donnerschwee, Oldenbourg | 27 juin 1976, Stadion Donnerschwee, Oldenbourg | 27 juin 1976, Stadion Donnerschwee, Oldenbourg |
|  | SV Sandhausen                           | SV Sandhausen                           | 0                                       | 2                                       |                        |                        |                                     |                                     |                                     |                                     |                          |                          |                           |                           |                           |                           |  |  | 27 juin 1976, Stadion Donnerschwee, Oldenbourg | 27 juin 1976, Stadion Donnerschwee, Oldenbourg | 27 juin 1976, Stadion Donnerschwee, Oldenbourg | 27 juin 1976, Stadion Donnerschwee, Oldenbourg |
|  | SV Sandhausen                           | SV Sandhausen                           | 0                                       | 2                                       | ASV Gummi-Mayer Landau | ASV Gummi-Mayer Landau | 1                                   | 0                                   |                                     |                                     |                          |                          |                           |                           |                           |                           |  |  | 27 juin 1976, Stadion Donnerschwee, Oldenbourg | 27 juin 1976, Stadion Donnerschwee, Oldenbourg | 27 juin 1976, Stadion Donnerschwee, Oldenbourg | 27 juin 1976, Stadion Donnerschwee, Oldenbourg |
|  |                                         |                                         |                                         |                                         | ASV Gummi-Mayer Landau | ASV Gummi-Mayer Landau | 1                                   | 0                                   |                                     |                                     |                          |                          |                           |                           |                           |                           |  |  | 27 juin 1976, Stadion Donnerschwee, Oldenbourg | 27 juin 1976, Stadion Donnerschwee, Oldenbourg | 27 juin 1976, Stadion Donnerschwee, Oldenbourg | 27 juin 1976, Stadion Donnerschwee, Oldenbourg |
|  |                                         |                                         | SC Concordia Hamburg                    | SC Concordia Hamburg                    | 1                      | 2                      |                                     |                                     |                                     |                                     |                          |                          |                           |                           |                           |                           |  |  | 27 juin 1976, Stadion Donnerschwee, Oldenbourg | 27 juin 1976, Stadion Donnerschwee, Oldenbourg | 27 juin 1976, Stadion Donnerschwee, Oldenbourg | 27 juin 1976, Stadion Donnerschwee, Oldenbourg |
|  | Hertha BSC Am.                          | Hertha BSC Am.                          | SC Concordia Hamburg                    | SC Concordia Hamburg                    | 1                      | 2                      | 1                                   | 2                                   |                                     |                                     |                          |                          |                           |                           |                           |                           |  |  | 27 juin 1976, Stadion Donnerschwee, Oldenbourg | 27 juin 1976, Stadion Donnerschwee, Oldenbourg | 27 juin 1976, Stadion Donnerschwee, Oldenbourg | 27 juin 1976, Stadion Donnerschwee, Oldenbourg |
|  | Hertha BSC Am.                          | Hertha BSC Am.                          |                                         |                                         |                        |                        |                                     | 2                                   |                                     |                                     |                          |                          |                           |                           |                           |                           |  |  | 27 juin 1976, Stadion Donnerschwee, Oldenbourg | 27 juin 1976, Stadion Donnerschwee, Oldenbourg | 27 juin 1976, Stadion Donnerschwee, Oldenbourg | 27 juin 1976, Stadion Donnerschwee, Oldenbourg |
|  | SC Concordia Hamburg                    | SC Concordia Hamburg                    | 1                                       | 4                                       |                        |                        |                                     |                                     |                                     |                                     |                          |                          |                           |                           |                           |                           |  |  | 27 juin 1976, Stadion Donnerschwee, Oldenbourg | 27 juin 1976, Stadion Donnerschwee, Oldenbourg | 27 juin 1976, Stadion Donnerschwee, Oldenbourg | 27 juin 1976, Stadion Donnerschwee, Oldenbourg |
|  | SC Concordia Hamburg                    | SC Concordia Hamburg                    | 1                                       | 4                                       | VfR OLI Bürstadt A     | VfR OLI Bürstadt A     | 0                                   | 0                                   |                                     |                                     |                          |                          |                           |                           |                           |                           |  |  |                                                |                                                |                                                |                                                |
|  |                                         |                                         |                                         |                                         | VfR OLI Bürstadt A     | VfR OLI Bürstadt A     | 0                                   | 0                                   |                                     |                                     |                          |                          |                           |                           |                           |                           |  |  |                                                |                                                |                                                |                                                |
|  |                                         |                                         | SV Holzwickede                          | SV Holzwickede                          | 1                      | 1                      |                                     |                                     |                                     |                                     |                          |                          |                           |                           |                           |                           |  |  |                                                |                                                |                                                |                                                |
|  | Blumenthaler SV                         | Blumenthaler SV                         | SV Holzwickede                          | SV Holzwickede                          | 1                      | 1                      | 3                                   | 2                                   |                                     |                                     |                          |                          |                           |                           |                           |                           |  |  |                                                |                                                |                                                |                                                |
|  | Blumenthaler SV                         | Blumenthaler SV                         |                                         |                                         |                        |                        |                                     | 2                                   |                                     |                                     |                          |                          |                           |                           |                           |                           |  |  |                                                |                                                |                                                |                                                |
|  | VfB Theley                              | VfB Theley                              | 1                                       | 2                                       |                        |                        |                                     |                                     |                                     |                                     |                          |                          |                           |                           |                           |                           |  |  |                                                |                                                |                                                |                                                |
|  | VfB Theley                              | VfB Theley                              | 1                                       | 2                                       | Blumenthaler SV        | Blumenthaler SV        | 1                                   | 2                                   |                                     |                                     |                          |                          |                           |                           |                           |                           |  |  |                                                |                                                |                                                |                                                |
|  |                                         |                                         |                                         |                                         | Blumenthaler SV        | Blumenthaler SV        | 1                                   | 2                                   |                                     |                                     |                          |                          |                           |                           |                           |                           |  |  |                                                |                                                |                                                |                                                |
|  |                                         |                                         | VfB Oldenburg                           | VfB Oldenburg                           | 0                      | 5                      |                                     |                                     |                                     |                                     |                          |                          |                           |                           |                           |                           |  |  |                                                |                                                |                                                |                                                |
|  | TuS 08 Langerwehe                       | TuS 08 Langerwehe                       | VfB Oldenburg                           | VfB Oldenburg                           | 0                      | 5                      | 1                                   | 1                                   |                                     |                                     |                          |                          |                           |                           |                           |                           |  |  |                                                |                                                |                                                |                                                |
|  | TuS 08 Langerwehe                       | TuS 08 Langerwehe                       |                                         |                                         |                        |                        |                                     | 1                                   |                                     |                                     |                          |                          |                           |                           |                           |                           |  |  |                                                |                                                |                                                |                                                |
|  | VfB Oldenburg                           | VfB Oldenburg                           | 2                                       | 3                                       |                        |                        |                                     |                                     |                                     |                                     |                          |                          |                           |                           |                           |                           |  |  |                                                |                                                |                                                |                                                |
|  | VfB Oldenburg                           | VfB Oldenburg                           | 2                                       | 3                                       | VfB Oldenburg          | VfB Oldenburg          | 1 (2)                               | 1 (2)                               |                                     |                                     |                          |                          |                           |                           |                           |                           |  |  |                                                |                                                |                                                |                                                |
|  |                                         |                                         |                                         |                                         | VfB Oldenburg          | VfB Oldenburg          | 1 (2)                               | 1 (2)                               |                                     |                                     |                          |                          |                           |                           |                           |                           |  |  |                                                |                                                |                                                |                                                |
|  |                                         |                                         | SV Holzwickedeap/tab                    | SV Holzwickedeap/tab                    | 1 (3)                  | 1 (3)                  |                                     |                                     |                                     |                                     |                          |                          |                           |                           |                           |                           |  |  |                                                |                                                |                                                |                                                |
|  | Holstein Kiel                           | Holstein Kiel                           | SV Holzwickedeap/tab                    | SV Holzwickedeap/tab                    | 1 (3)                  | 1 (3)                  | 0                                   | 2                                   |                                     |                                     |                          |                          |                           |                           |                           |                           |  |  |                                                |                                                |                                                |                                                |
|  | Holstein Kiel                           | Holstein Kiel                           |                                         |                                         |                        |                        |                                     | 2                                   |                                     |                                     |                          |                          |                           |                           |                           |                           |  |  |                                                |                                                |                                                |                                                |
|  | SV Holzwickede                          | SV Holzwickede                          | 2                                       | 2                                       |                        |                        |                                     |                                     |                                     |                                     |                          |                          |                           |                           |                           |                           |  |  |                                                |                                                |                                                |                                                |
|  | SV Holzwickede                          | SV Holzwickede                          | 2                                       | 2                                       | SV Holzwickede         | SV Holzwickede         | 0                                   | 1                                   | Match pour la 3e place              | Match pour la 3e place              | Match pour la 3e place   | Match pour la 3e place   |                           |                           |                           |                           |  |  |                                                |                                                |                                                |                                                |
|  |                                         |                                         |                                         |                                         | SV Holzwickede         | SV Holzwickede         | 0                                   | 1                                   | Match pour la 3e place              | Match pour la 3e place              | Match pour la 3e place   | Match pour la 3e place   |                           |                           |                           |                           |  |  |                                                |                                                |                                                |                                                |
|  |                                         |                                         | TuS Neuendorf                           | TuS Neuendorf                           | 0                      | 0                      |                                     |                                     | 27 juin 1976, Oldenbourg            | 27 juin 1976, Oldenbourg            | 27 juin 1976, Oldenbourg | 27 juin 1976, Oldenbourg |                           |                           |                           |                           |  |  |                                                |                                                |                                                |                                                |
|  | TuS Neuendorf                           | TuS Neuendorf                           | TuS Neuendorf                           | TuS Neuendorf                           | 0                      | 0                      | 1                                   | 2                                   | 27 juin 1976, Oldenbourg            | 27 juin 1976, Oldenbourg            | 27 juin 1976, Oldenbourg | 27 juin 1976, Oldenbourg |                           |                           |                           |                           |  |  |                                                |                                                |                                                |                                                |
|  | TuS Neuendorf                           | TuS Neuendorf                           |                                         |                                         |                        |                        |                                     | 2                                   |                                     |                                     | SC Concordia Hamburg     | SC Concordia Hamburg     | 3                         | 3                         |                           |                           |  |  |                                                |                                                |                                                |                                                |
|  | FV Biberach                             | FV Biberach                             | 0                                       | 2                                       |                        |                        |                                     |                                     |                                     |                                     | SC Concordia Hamburg     | SC Concordia Hamburg     | 3                         | 3                         |                           |                           |  |  |                                                |                                                |                                                |                                                |
|  | FV Biberach                             | FV Biberach                             | 0                                       | 2                                       | VfB Oldenburg          | VfB Oldenburg          | 1                                   | 1                                   |                                     |                                     |                          |                          |                           |                           |                           |                           |  |  |                                                |                                                |                                                |                                                |
|  |                                         |                                         |                                         |                                         |                        |                        |                                     |                                     |                                     |                                     |                          |                          |                           |                           |                           |                           |  |  |                                                |                                                |                                                |                                                |

| Finale       | VfR OLI Bürstadt A | 0 - 1   | SV Holzwickede | Stadion Donnerschwee, Ludwigsburg               |                                                 |
| 27 juin 1976 |                    | (0 - 0) | 90+2e Weltmann | Spectateurs : 750 Arbitrage : Karl-Heinz Picker | Spectateurs : 750 Arbitrage : Karl-Heinz Picker |

## Bilan de la saison
| Oberliga | Promus en 2. Bundesliga Nord 1976-1977 | Relégués en ligues amateures                                                  | Promus des autres régions | Champion d'Allemagne amateur        |
| -------- | -------------------------------------- | ----------------------------------------------------------------------------- | --- | ----------------------------------- |
| Nord     | SV Arminia Hannover VfL Wolfsburg      |                                                                               | 2. Bundesliga Nord 1976-1977 : Bonner SC (VL Mittelrhein) SC Herford (VL Westfalen Gr. 1) 2. Bundesliga Süd 1976-1977 : Eintracht Trier (AL Rheinland) BSV 07 Schwenningen (1. AL Schwarzwald-Bodensee) FV Würzburg 04 (1. AL Bayern) KSV Baunatal (Hessenliga) | SV Holzwickede (VL Westfalen Gr. 2) |
| Berlin   |                                        | SC Staaken BBC Südost Preußen Wilmersdorf Traber FC Mariendorf 1. FC Neukölln | 2. Bundesliga Nord 1976-1977 : Bonner SC (VL Mittelrhein) SC Herford (VL Westfalen Gr. 1) 2. Bundesliga Süd 1976-1977 : Eintracht Trier (AL Rheinland) BSV 07 Schwenningen (1. AL Schwarzwald-Bodensee) FV Würzburg 04 (1. AL Bayern) KSV Baunatal (Hessenliga) | SV Holzwickede (VL Westfalen Gr. 2) |
| Total    | 2                                      | 5                                                                             | 6 | SV Holzwickede (VL Westfalen Gr. 2) |